# نقشه‌برداری

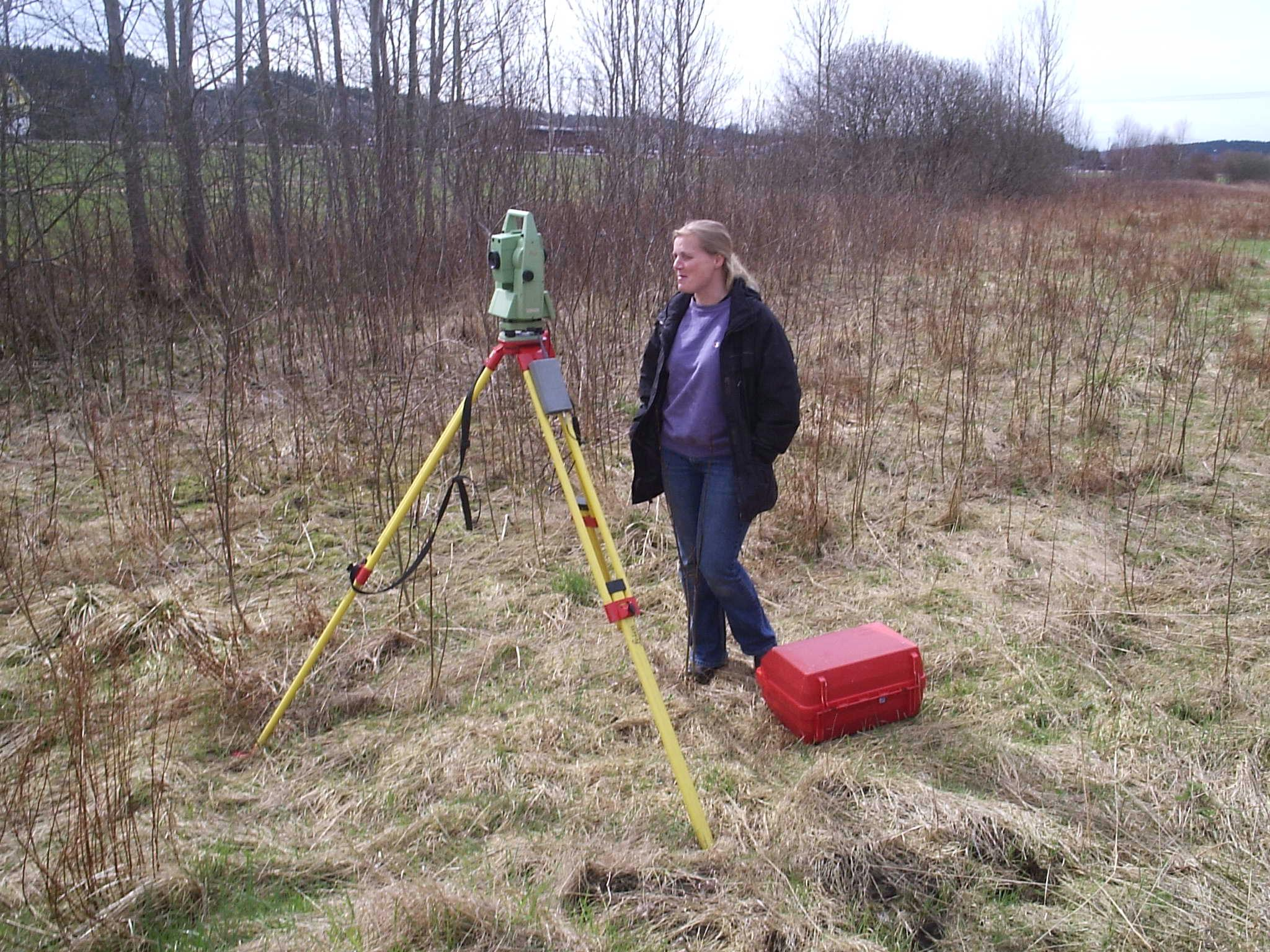

مهندسی ژئوماتیک که در ایران با عنوان مهندسی نقشه برداری شناخته میشود شاخه ای از علوم مختلف مهندسی شامل برنامه نویسی ، رادار ، نقشه برداری ، آنالیز داده ، ماهواره ، نجوم ، طراحی و نقشه کشی می باشد 
در حالی که نقشه برداری فقط جزئی از مهندسی ژئوماتیک میباشد.
نقشه‌برداری (به انگلیسی: Surveying) که در ایران تحت عنوان‌های: مهندسی نقشه‌برداری (کارشناسی پیوسته)، مهندسی عمران-نقشه‌برداری (کارشناسی پیوسته) و مهندسی تکنولوژی نقشه‌برداری (ناپیوسته) تدریس می‌شود. شاخه‌ای از علوم مهندسی است که به جمع‌آوری، آماده‌سازی، ذخیره‌سازی، پردازش، مدیریت، تحلیل، تلفیق، بازیابی و انتقال داده‌های مکان مرجع می‌پردازد.
معمولاً عملیات نقشه‌برداری شامل دو مرحله برداشت (یا اندازه‌گیری و محاسبه) و ارائه نتایج کار است. در مرحله اندازه‌گیری، از وسایل و دستگاه‌ها (نظیر توتال استیشن‌ها، تئودولیتها، جی‌پی‌اس و …) و نیز روش‌های مختلفی استفاده می‌شود تا داده‌های لازم برای مرحله دوم به‌دست آید. نتایج کار به صورتهای آنالوگ (نقشه، مقاطع طولی و عرضی و…) یا رقومی (مانند جدول‌ها، مدل‌های رقمی زمین) ارائه می‌گردد.
در نقشه‌برداری از مناطق کوچک اثر کرویت زمین تقریباً ناچیز است و می‌توان زمین را در منطقه کوچکی مسطح در نظر گرفت. در مواقعی که زمین را مسطح فرض کنیم روش نقشه‌برداری، مستوی نامیده می‌شود این فرضیه مادامیکه سطح منطقه مورد نظر از چند صد کیلومتر مربع تجاوز نکند قابل قبول است. نقشه‌برداری مسطح (مستوی) برای کارهای مهندسی، معماری، شهرسازی، باستانشناسی، کارهای ثبت و املاکی، تجاری، اکتشافی بکار می‌رود.
برای نمایش اطلاعات جمع‌آوری شده در نقشه‌برداری از سیستم تصویر استفاده می‌گردد. رایج‌ترین سیستم تصویر مورد استفاده در نقشه‌برداری، سیستم UTM (Universal Transvers Mercator) می‌باشد.

## آموزش
نقشه‌برداری در سطوح گوناگون آموزش داده می‌شود. داوطلبان ورود به این رشته باید در ریاضیات (هندسه، مثلثات) و فیزیک دوره دبیرستان قوی باشند و نیز علاقه‌مندی و آمادگی جسمی لازم برای کارهای صحرایی را دارا باشند.
بعضی دروس تخصصی این رشته عبارت‌اند از: راه‌سازی، تئوری خطاها، سرشکنی، نقشه‌برداری، زمین‌سنجی (جهت تعیین شکل زمین)، تصویرسنجی، نقشه‌نگاری، آب‌نگاری (نقشه‌برداری از بستر دریا)، نقشه‌برداری زیرزمینی و زمین‌سنجیک، حدنگاری، پروژه و کارآموزی می‌باشند.
امکان ادامه تحصیل در این رشته تا حد دکتری در ایران موجود است.

## گرایش
نقشه‌برداری شامل گرایش‌های زیر می‌باشد:

### زمین‌سنجی
زمین‌سنجی نوع پایهٔ نقشه‌برداری جهت تعیین و بررسی شکل و ابعاد زمین و عوارض سطحی آن.

### تصویرسنجی
تصویرسنجی، تهیهٔ نقشه با استفاده از عکس‌برداری زمینی، هوایی یا ماهواره‌ای.

### سامانهٔ اطلاعات مکانی
سامانهٔ اطلاعات مکانی (GIS) در این سیستم همه اطلاعات به صورت مکان مرجع، دسته‌بندی می‌شوند و کاربردهای فراوانی دارد، از جمله ذخیره، بازیابی، به هنگام‌سازی و پردازش داده‌های مکانی به منظور اتخاذ یا پشتیبانی یک تصمیم برای حل یک مسئله، به بهترین روش و کمترین هزینه را ممکن می‌سازد.

### سنجش از دور
سنجش از دور (gis) جمع‌آوری اطلاعات از عوارض سطح زمین، بدون تماس فیزیکی است، که بیشترین اتکای آن به تصاویر ماهواره‌ای می‌باشد.

### محدوده‌بندی
محدوده‌بندی (حدنگاری) به نقشه‌برداری ثبتی گفته می‌شود، اغلب این‌گونه نقشه‌برداری، ارزش حقوقی دارد.

### آب‌نگاری
آب‌نگاری (هیدروگرافی) تهیهٔ نقشه و داده‌های مکانی از ژرفای آب‌ها مورد استفاده قرار می‌گیرد.

## زمینه‌های فعالیت

### نقشه‌برداری مسیر
نقشه‌برداری مسیر، به بررسی روش‌های طرح و پیاده کردن مسیرهای راه‌آهن، راه، خطوط انتقال نیرو، خطوط لوله آب و گاز و نفت می‌پردازد.

### نقشه‌برداری زیرزمینی
نقشه‌برداری زیرزمینی، مربوط به عملیات نقشه‌برداری در یک مسیر زیرزمینی مانند تونل‌های حمل و نقل و معادن، پیاده‌سازی طرح هندسی تونل است.

### نقشه‌برداری آب‌نگاری (هیدروگرافی)
نقشه‌برداری آب‌نگاری، به منظور داشتن موقعیت عمق دریاها و رودخانه‌ها جهت عبور و مرور کشتی‌ها، زیردریایی‌ها، محل عبور لوله‌های نفت و گاز در اعماق دریاها، ایجاد اسکله‌های جدید و مکانیزه، احیای بندرها و تأسیسات ساحلی متعلق به آنها، همچنین بهره‌برداری صحیح و بهینه از دریاچه‌ها و سدها، از آن استفاده می‌شود.

### نقشه‌برداری نظامی
نقشه‌برداری نظامی، برای تهیه نقشه‌های نظامی و تعیین نقاط مهم استراتژیکی یک منطقه و برای اهداف نظامی و آرایش و استقرار نیروهای رزمنده و مواضع تعرضی و دفاعی با مقیاس بزرگ مورد استفاده قرار می‌گیرد.

### نقشه‌برداری ثبتی
نقشه‌برداری ثبتی، با هدف تعیین حدود اراضی و مساحت قطعات ملکی، در حوزه املاک و مستغلات مورد استفاده قرار می‌گیرد.

### نقشه‌برداری شهری
نقشه‌برداری شهری، برای تهیه و اجرای طرح‌های جامع و تفصیلی و هادی شهرها به کار می‌رود.

### نقشه‌برداری ساختمانی
به علم و فن و هنر جمع‌آوری اطلاعات مورد اطمینان از روی تصاویر گرفته شده به صورت قیاسی یا رقومی از اشیاء و محیط اطراف آنها در یک سیستم مبنای مشخص گفته می‌شود.

### نقشه‌برداری هوایی (فتوگرامتری)
برداشت نقشه‌های ارتو موزاییک، مدل سطح دیجیتال و نقشه کانتور با کمک هلی شات‌ها بسیار ساده و دقیق شده‌است. با استفاده از هلی شات و از طریق یک فرایند ساده اما دقیق می‌توان برای جمع‌آوری داده و ایجاد یک نقشه با کیفیت برنامه‌ریزی کرد.

### نقشه‌برداری ثبتی-شهری
شاخه ای از نقشه‌برداری است که برای تعیین تکلیف اراضی شهری از لحاظ تثبیت مالکیت و صدور سند رسمی انجام می‌شود. این شاخه از نقشه‌برداری در شهرهایی همچون کرج و تهران در چند سال اخیر رواج پیدا کرده‌است.

## نرم‌افزارها
با پیشرفت علم و گسترش نرم‌افزارهای کامپیوتری باعث شد که دیگر روش‌های سنتی جای خود را به نرم‌افزارهای بدهد؛ که می‌توان به چند نرم‌افزار پرکاربرد اشاره نمود:
- اتودسک اتوکد (به انگلیسی: Autodesk Auto CAD): نخستین نرم‌افزار نقشه‌کشی جان واکر و پایه‌گذار شرکت اتودسک، مبتکر نرم‌افزار اتوکد که در سال ۱۹۸۲ وارد بازار شد. نخستین نسخه آن کمتر از دو مگابایت حجم داشت و تنها شامل ۱۷ دستور برای ترسیم بود. در حال حاضر ۳۳ نسخه (از اتوکد ۱ تا ۲۰۱۹) انتشار یافته که می‌توان به چهار دوره تقسیم کرد
- دوره اول: تکامل نرم‌افزار با تکمیل دستورالعمل‌های ترسیمات دوبعدی تا اتوکد ویرایش ۱۰ ادامه دارد
- دوره دوم: امکان ایجاد فضای سه بعدی با خصلت صفحه‌ای در محیط اتوکد ۱۰
- دوره سوم: استفاده از فناوری پنجره‌های محاوره‌ای در نرم‌افزار و آسان‌سازی ارتباط با صفحه کار اتوکد ۱۱ و ۱۲
- دوره چهارم: امکان ایجاد حجم‌ها سه بعدی در محیط‌های ۱۴ به بعد. توانایی ایجاد اشکال سه بعدی پیچده قابلیت برنامه‌نویسی به زبان‌های مایکروسافت ویژوال بیسیک و اتو لیسپ استفاده از امکانات سیستم عامل مایکروسافت ویندوز استفاده از امکانات چند کاربری و امکان ارتباط با نرم‌افزارهای دیگر. در ویرایش‌های ۲۰۰۰ به بعد ایجاد گردید.

در سال ۲۰۰۰ شرکت اتودسک رسماً نرم‌افزاری را که توانایی زیادی در زمینه نقشه‌برداری، راه‌سازی و نقشه‌نگاری به همراه داشت و نقطه عطفی در صنعت نرم‌افزارهای نقشه‌برداری گردید (نخستین نگارش آن اتوکد لند دولاپمنت ۲۰۰۰ و آخرین نگارش اتوکد لند دسکتاپ ۲۰۰۹) برای مهندسین نقشه‌برداری عرضه گردید. نرم‌افزار «اتوکد سیویل تری دی» (Autodesk Auto Cad Civil 3D) بعد از نرم‌افزار «لند» به بازار آمد، که بسیار کاربر پسند بود و کارآمدتر از آن می‌باشد. مهم‌ترین ویژگی و برتری سیویل تری دی نسبت به «لند»، پویا بودن آن می‌باشد. نرم‌افزار نقشه‌یار، تنها نرم‌افزار نقشه‌برداری محصول ایران می‌باشد که توسط شرکت سامانه توسعه نقشه از سال ۲۰۱۰ عرضه شد.

## اشتغال
دانش‌آموختگان رشته نقشه‌برداری در هر مقطعی اعم از دیپلم به بالا به سرعت جذب بازار کار می‌شوند. به دلیل اهمیت این رشته در کارهای عمرانی و محاسبات سنگین ریاضی و تئوری خطاها کسب مدرک در این رشته کار آسانی نیست. از این رو دانشجویان این رشته حتی در هنگام تحصیل نیز با پیشنهادها کار فراوانی روبرو می‌شوند. سازمان مدیریت و برنامه‌ریزی، وزارت راه و ترابری، وزارت نفت، سازمان آب، سازمان بندرها و کشتیرانی، سازمان جغرافیایی وزارت دفاع و پشتیبانی نیروهای مسلح، سازمان نقشه‌برداری کشور، سازمان ثبت اسناد و املاک کشور، شهرداری‌های کشور و بخش خصوصی از جمله محل‌های جذب فارغ‌التحصیلان این رشته‌است. نقشه‌برداری یکی از رشته‌های اصلی در سازمان نظام مهندسی است.